# Ардинське сільське поселення
А́рдинське сільське поселення (рос. Ардинское сельское поселение) — муніципальне утворення у складі Кілемарського району Марій Ел, Росія. Адміністративний центр — село Арда.

## Історія
Станом на 2002 рік існувала Ардинська сільська рада, селище Дубовський перебувало у складі Візім'ярської сільської ради.

## Населення
Населення — 2310 осіб (2019, 2645 у 2010, 2748 у 2002).

## Склад
До складу поселення входять такі населені пункти:
| Населений пункт       | Населення, осіб (2002) | Населення, осіб (2010) |
| --------------------- | ---------------------- | ---------------------- |
| Альошкино, присілок   | 336                    | 331                    |
| Арда, село            | 417                    | 432                    |
| Велика Арда, присілок | 130                    | 132                    |
| Дубовський, селище    | 19                     | 16                     |
| Єршово, присілок      | 139                    | 144                    |
| Ізеркіно, присілок    | 75                     | 81                     |
| Котеново, присілок    | 116                    | 129                    |
| Котеновський, селище  | 21                     | 12                     |
| Кузькино, присілок    | 79                     | 58                     |
| Мадарський, виселок   | 90                     | 89                     |
| Мазікіно, присілок    | 209                    | 198                    |
| Мала Арда, присілок   | 279                    | 251                    |
| Механізаторів, селище | 243                    | 204                    |
| Озерки, присілок      | 106                    | 104                    |
| Паулкіно, присілок    | 218                    | 232                    |
| Сенюшкино, присілок   | 114                    | 80                     |
| Сорокаєво, присілок   | 26                     | 25                     |
| Троїцький, виселок    | 23                     | 33                     |
| Ум'ятеєво, присілок   | 65                     | 64                     |
| Шатчиково, присілок   | 43                     | 30                     |